# Champusco
Champusco är en ort i Mexiko.   Den ligger i kommunen Huaquechula och delstaten Puebla, i den sydöstra delen av landet, 100 km sydost om huvudstaden Mexico City. Champusco ligger 1 651 meter över havet och antalet invånare är 280.
Terrängen runt Champusco är kuperad åt nordost, men åt sydväst är den platt. Terrängen runt Champusco sluttar söderut. Runt Champusco är det ganska tätbefolkat, med 139 invånare per kvadratkilometer. Närmaste större samhälle är Atlixco, 12,9 km norr om Champusco. Omgivningarna runt Champusco är en mosaik av jordbruksmark och naturlig växtlighet.